# Albert Fritz
Albert Fritz   (Jestetten, 30 de març de 1947 - Zúric, 1 de setembre de 2019) va ser un ciclista alemany que fou professional entre els anys 1969 i 1985. Va destacar especialment el les curses de sis dies, en les quals va aconseguir 34 victòries. En ruta va obtenir alguns triomfs d'etapa a la Volta a Suïssa.

## Palmarès en ruta
- 1970
  - Vencedor d'una etapa de la Volta a Suïssa
- 1971
  - Vencedor de 2 etapes de la Volta a Suïssa

### Resultats al Tour de França
- 1971. Abandona (9a etapa)

## Palmarès en pista
| - 1969 - Campió d'Alemanya de persecució - 1970 - 1r als Sis dies de Dortmund (amb Rudi Altig) - 1971 - 1r als Sis dies de Bremen (amb Rudi Altig) - 1r als Sis dies de Colònia (amb Rudi Altig) - 1r als Sis dies de Brussel·les (amb Sigi Renz) - 1972 - 1r als Sis dies de Münster (amb Wilfried Peffgen) - 1r als Sis dies de Zuric (amb Wilfried Peffgen i Graeme Gilmore) - 1973 - Campió d'Europa de Madison (amb Wilfried Peffgen) - 1r als Sis dies de Münster (amb Wilfried Peffgen) - 1975 - 1r als Sis dies de Colònia (amb Wilfried Peffgen) - 1976 - 1r als Sis dies de Zuric (amb Wilfried Peffgen) - 1r als Sis dies de Herning (amb Wilfried Peffgen) - 1r als Sis dies de Múnic (amb Wilfried Peffgen) - 1977 - Campió d'Alemanya de cursa americana (amb Wilfried Peffgen) - 1r als Sis dies de Bremen (amb Wilfried Peffgen) - 1978 - 1r als Sis dies de Bremen (amb Wilfried Peffgen) - 1r als Sis dies de Colònia (amb Wilfried Peffgen) - 1r als Sis dies de Münster (amb Wilfried Peffgen) | - 1979 - 1r als Sis dies de Münster (amb Wilfried Peffgen) - 1r als Sis dies de Zuric (amb Patrick Sercu) - 1r als Sis dies de Hannover (amb Patrick Sercu) - 1r als Sis dies de Londres (amb Patrick Sercu) - 1r als Sis dies de Rotterdam (amb Patrick Sercu) - 1r als Sis dies d'Anvers (amb Michel Vaarten i René Pijnen) - 1980 - 1r als Sis dies de Bremen (amb Patrick Sercu) - 1r als Sis dies de Gant (amb Patrick Sercu) - 1r als Sis dies de Copenhaguen (amb Patrick Sercu) - 1981 - 1r als Sis dies de Colònia (amb Patrick Sercu) - 1r als Sis dies de Zuric (amb Dietrich Thurau) - 1r als Sis dies de Copenhaguen (amb Patrick Sercu) - 1982 - Campió d'Alemanya de cursa americana (amb Dietrich Thurau) - 1r als Sis dies de Colònia (amb Wilfried Peffgen) - 1r als Sis dies de Bremen (amb René Pijnen) - 1983 - 1r als Sis dies de Colònia (amb Dietrich Thurau) - 1r als Sis dies de Frankfurt (amb Dietrich Thurau) - 1r als Sis dies de Maastricht (amb Dietrich Thurau) - 1984 - 1r als Sis dies de Copenhaguen (amb Dietrich Thurau) - 1r als Sis dies de Bremen (amb Dietrich Thurau) |